# Dianthidium heterulkei
Dianthidium heterulkei är en biart som beskrevs av Schwarz 1940. Dianthidium heterulkei ingår i släktet Dianthidium och familjen buksamlarbin.

## Underarter
Arten delas in i följande underarter:
- D. h. fraternum
- D. h. heterulkei

## Beskrivning
Arten är svart med ljusa markeringar, på bakkroppen i form av avbrutna band. Hos underarten D. h. fraternum är markeringarna vita till krämfärgade, medan de hos D. h. heterulkei är klargula.

## Ekologi
Dianthidium heterulkei är framför allt en bergsart, som besöker blommande växter från flera olika familjer, som korgblommiga växter, ärtväxter, oleanderväxter och kransblommiga växter.
Arten är ett solitärt bi, det vill säga det är icke samhällsbildande, utan varje hona sörjer själv för sin avkomma.

## Utbredning
Utbredningsområdet omfattar västra Nordamerika, från Washington, Oregon, Kalifornien, Nevada och Utah till Arizona, New Mexico, Texas och Sonora.